# 兵庫県立豊岡聴覚特別支援学校
兵庫県立豊岡聴覚特別支援学校（ひょうごけんりつ とよおか ちょうかくとくべつしえんがっこう）は、兵庫県豊岡市三坂町にある県立特別支援学校。開校以来聴覚障害がある児童・生徒を教育対象としてきたほか、現在は知的障害がある児童・生徒をも教育対象とする聴知併置校である。創立以来70年超の伝統校であり、但馬地域における特別支援教育のセンター校としての機能も有している。

## 歴史
公式HP「沿革」及び『豊岡市史』の記述による。
- 1948年（昭和23年）
  - 4月1日 - 兵庫県立豊岡聾学校設置告示。
  - 8月12日 - 旧制豊岡高等女学校の校舎の一部を使用して開設することを決定。
  - 11月1日 - 第1回入学式及び寄宿舎開設。
- 1949年（昭和24年）3月8日 - 校舎・寄宿舎を兵庫県立豊岡高等女学校寄宿舎内に移転。
- 1952年（昭和27年）
  - 2月14日 - 元兵庫県立豊岡中学校寄宿舎敷地における校舎・寄宿舎の増改築工事竣工。
  - 2月20日 - 新校舎（現在地）へ移転。
- 1959年（昭和34年）3月8日 - 幼稚部設置。
- 2007年（平成19年）4月1日 - 校名を兵庫県立豊岡聴覚特別支援学校に変更。
- 2016年（平成28年）4月1日 - 知的障害部門併置となる。

## 設置学部
- 幼稚部
- 小学部
- 中学部

## 通学区域
スクールバスは主に知的障害の児童・生徒を対象として運航している。
- 聴覚部 - 県下全域
- 知的部 - 豊岡市（豊岡南・豊岡北・港・城崎・竹野の各中学校区）

## 寄宿舎
本校内に設置。聴覚部の児童生徒が対象。

## アクセス
- JR豊岡駅から南東へ徒歩15分。
- 北近畿豊岡自動車道但馬空港インターチェンジから北へ車で約10分。

## 統廃合予定
本校と兵庫県立出石特別支援学校は児童生徒数の減少等から、2022年2月、2023年春に両校を統合し出石校を新設校として利用する計画を県教育委員会が示したが、保護者から統合中止を求める嘆願書が出され、県議会も申し入れを行ったことからいったん統合延期となる。その後「統合後の新しい学校像検討会議」の議論等により、2027年春に両校を統合し校地は兵庫県立豊岡南高等学校旧校地を用いることで方針が固まった。統合にあたっては、聴覚支援部門に保育相談部及び高等部を設置することや寄宿舎を設けることが盛り込まれている。